# 都市計画地方委員会
都市計画地方委員会（としけいかくちほういいんかい）は戦前、都市計画業務を担当した旧内務省の出先機関。日本各地の都市計画を指導し、また同時に多くの都市計画家を生み出した。

## 概要
大正時代の1919年に制定した都市計画法の指定により、1919年（大正8年）11月27日、勅令第四八三号にもとづく「都市計画委員会官制」によって組織されたもので、1920年「内務大臣の監督に属し法律勅令に撚り其の権限に属せしめたる事項その他都市計画上必要なる事項を調査審議する機関」として、全国の道府県で設置された。
会長は地方長官（知事。ただし、東京地方委員会にあっては内務次官）、委員には次のイからトまでを予定していた。
- イ、都市計画の実施を勅令により指定された市の市長。具体的には、当初、東京、大阪をふくむ6大都市の市長がこれに該当した。それら市長は辞令を用いず、職務上自動的に委員となった。
- ロ、関係各庁高等官、10人以内。それら委員は、内務大臣の要請により内閣が任命した。
- ハ、都市計画を実施する市の市会議員、議員定数の6分の1以内。それらは内閣が命ずる選挙により選出されるが、内務大臣が当選者を内閣に要請した後、任命するという形式を踏んだ。
- 二、関係府県会議員、13人以内。選出方法は市会議員のそれに準じた。
- ホ、市長以外の市官員、2人以内。
- へ、学識経験者10人以内。
- 卜、旧東京市の地方委員会では警視総監、および東京府知事が含まれた。

この委員会は基本的には知事が会長となり、一般に委員は県会議員を2名、数名の県の幹部、当該県にある主要市の市会議員3名とさらに市長、市吏員および学識経験者から構成される。
委員名列や同委員会は道府県の都市計画関係課内に置かれているほか、職員の中に県職員と兼務するものあり、身分は幹事を筆頭に事務官と技師さらに書記、技手に分かれていた。当然幹部職員は任命権が内務大臣にある内務省からの出向者で占めている。土地区画整理事業の許認可権は地方長官である道府県の知事にあったが、実際は認可にあたり地方自治体と内務省とが協議を行い指導を受けることとなっていた。
内務の本省内では都市計画課第二技術掛を通じて確認を行う。その後第一技術掛という順序で業務を遂行した。1937（昭和12）年には都市計画課は計画局になり、課長は局長に、各技術掛は技術課になる。
なお、1918年に設置された内務省大臣官房都市計画課はおもに都市計画法の運用と制度の調査や法整備などを担当し、歴代の課長は事務官ポストとなっていたため、戦前は初代の池田宏から、前田多門や山縣治郎など、法科系の都市計画家が多かったことが知られている。
こうした組織をもつ都市計画地方委員会はしばしば日本に固有の制度といわれ、たとえば池田宏は自著『都市計画の由来とその法制』で指摘している。一方で、都市計画委員会制度はそもそもフランスの形式を模倣したものとの意見もあり、たとえば、関一は『都市政策の理論と実際』でそのような指摘を行い、またフランスの都市計画委員会制度について飯沼一省が自著『都市計画の理論と法制』で指摘している。
制度として、都市計画地方委員会は諮問機関であり、かつ議決機関でもあったが、さらに重要な点として、それが調査・研究機関としての機能もあわせ備えていたことである。この機能を遂行するための地方委員会の職員配置は次の通り。
1. . 幹事　若干名
2. . 技師　勅任官で4人以内。
3. . 書記　判任官で8人以内。
4. . 技手　判任官で8人以内。

組織の一大特性として、既存の地方行政体系の枠外に内務省の大臣官房都市計画課の管掌機関として別個に設置されている点がある。この特異な制度が出現した理由については、あらかじめ東京市区改正条例時代の経験に目を通し、その作業の中から都市計画行政の実働部隊である市町村に権限が不足していたこと、および中央省庁の縦割り、割拠主義が地方行政にまで下降し、数々の弊害をもたらしたという問題状況が背景にある。
旧都市計画法の立案にたずさわり、大阪市の市長としても大きな足跡を残した関一は都市計画法制定以前の大阪市政の状況について、都市の行政権限は著しく制限されていたという政治的環境があったことを自著中でいみじくも示唆している。都市計画の基軸をなす鉄道、電信、電話、国道、府県道、河川、建築警察などの権限は、国かもしくは府県に留保され、それらの事務は道路法、河川法に代表される個別の実体法規によっておたがい関係をもつことなく執行されていた。都市計画の舞台となる都市にそれを推進していく権限が欠落あるいは局限されていたほか、自治権の制限までも第二の問題を引きおこしている。自治権の不足は中央省庁の比重を必然的に高め、そこから中央レベルの割拠主義が地方にまで下方に拡散していく下地が生み出されてきたのである。関は、一条の道路を新設構築するにも関係官庁が多数であって、到底市の力では実施の見込みがない、という事態を指摘し、そのことは、上記のような政治状況の当然の帰結を示すものであった。
また歴史家、政治学者としてつとに著名なチャールズ・ビアードも東京市の自治権が異常なほど脆弱であったことを問題視したことがある。かれは消防、警察、建築規制等にかかわる権限、あるいは公益事業の許認可権、さらには課税権が東京市に付与されていないことに驚きの目をむけた。同時に、警視総監、鉄道大臣、内務大臣、逓信大臣、文部大臣をはじめとする行政機関が、東京市政に自由に介在してくるありさまを異様な現象と受けとめている。住民自治になじんだ博土にすれば中央集権体制が集約した形であらわれている東京市の姿には、変則的と呼ぶ以上のものがあり、その理解に苦しんだことは想像に難くない。関や、ビアードの資料からうかがわれる自治権の不足とそれに付随する割拠主義は行政体系に普遍する特性をなすもので、歴代の政府当局も自治権の尊重をうたい、自治権の拡充を図り、制度上の自治を完成する方向にあり、自治権の不足や行政の割拠主義は、永年の慣行や過去の通制とも大きく係っている。ことに、都市計画の場合、制度からくる割拠主義が永年の慣行と相乗作用をおこし、都市計画をめぐる環境はより一層シビアなものになっていたことに注目する必要がある。
大臣官房都市計画課長を経験し、昭和22年に最後の東京都長官をつとめた飯沼一省の『飯沼一省氏談話速記録』（昭和44年、内政史研究会、内政史研究資料第79集）にも、飯沼が大正11年に内務事務官として一時、局に昇格していた内務省都市計画局勤務になった当時、省内での同局の評判はきわめて悪く、「土木局の方からみれは、道路法あり河川法あり、それでやっていけるじゃないかという感じ、それから地方局方面から見れば、地方自治と矛盾するような傾向をもっている仕事なものですから、そんな中央集権的な制度というものは時代錯誤だというわけでほうぼうから白い目でみられました」と記載されている。
このように都市計画「局」が2年で課に組織変更されるなど、内務省内部においてすら統合科学としての都市計画の評価は低く、その必要性は充分理解されなかったものと判断できるが、これは道路、河川等と土木行政が縦割りに組織化され、一種の既得権を構成していたことに関係が深く、既得権を寸断しないかぎり確立されない都市計画行政であって見れば、過少評価される傾向の強かったことも無理からぬことといえ、さらにそこに官僚制に性に固有の自己保全、保身主義の力があずかっていることをも察しえる。かように都市計画地方委員会は、都市計画を多角的に審議できる体裁をととのえ、その点からすれば、きわめて特異な合議体であった。
都市計画地方委員会の性格を診断する上で等閑に付すことはできないきわめて象徴的な人員配置もなされた。注目を要する事柄として、名古屋地方委員会に内務省都市計画課の課長山縣治郎が大正11年1月13日に委員として名を列ねているが、前任者はまた都市計画法立案の中心的人物の池田宏であり、本省都市計画の主要官僚がそのまま地方委員会の委員となっている。こうした事例は名古屋だけに限定された現象ではなく、「都市計画大阪地方委員会議事速記録（第一回）」（大正九年九月九日）をみると、大阪地方委員会でも内務省都市計画課から前田多門も番外として会議に出席し、山縣が正規の2番委員として委員会に名を列ね、審議にも加わっている。この会議では、内務省の派遣委員が公表されておらず、前田多門が暫定的措置としてそれに出席した。地方委員会は本来、委員が理事となりお互い種々の意見を交換する場となることが予定されたが、そのような合議組織において委員となるものの意見は、各々同等のウエイトをしめ、それらの各種の見解の中から、全会一致あるいは多数決の採決手続をふんで、機関としての意思決定がおこなわれた。ところがその過程に池田、前田、山縣など内務省都市計画課を代表する有力者も参加するという、これは成員が対等たるべき地方委員会の性格に大きな影響を及ぼし、またそれを企図した派遣人事でもあり、都市計画課の実力者が委員会審議に加わることによって会議のながれを本省都市計画課ベースで進めることが可能になった。地方委員会に出席することによって、内務省都市計画課の路線は委員会決定に反映され、同課の主導性が保証される道が開かれるという、これこそ本省の現役課長を地方委員会に派遣した強力人事の意図に他ならない。
地方委員会が議決機関と想定されたことには、制度の上で次のような特徴があった。地方委員会の決定は主務大臣たる内務大臣の決定になったが、その際、内務大臣は委員会決定に変更をくわえることはできず、大臣は委員会の決定をそのまま受け入れ、内閣にその認可をもとめるか、あるいは不服の場合認可を請わないか、いずれか一方の方法をとることしか許されなかったのである。そして、都市計画地方委員会の決定は内務大臣を媒介として内閣の認可を受けてはじめて、それに法的効果が発生し、個人ばかりか国をはじめ府県や市町村をも拘束すると考えられたのである。こうして、内務大臣に都市計画委員会の決定を変更する権限がなく、そのような態勢を固めることによって、一方では委員会外部から直接、内務大臣に向かう政治的圧力を封じ込むことができた。またその一方では、都市計画委員会の自律性をたかめ、その中で内務省都市計画課の比重を増幅していくことが可能にもなった。その意味からして地方委員会が議決機関であったことの背景には、内務省都市計画課の主導性確保という課題があり、このことを看過しては同委員会の機能をトータルに把捉できないとも思量される。
地方委員会に付置された「事務局」は、都市計画地方委員会が内包したメカニズムではもうひとつ特徴であり、これもまた、内務省都市計画課のリーダーシップを保証する有効な手段であった。地方委員会には幹事のほか、専任の技師、書記、技手が配置され、それらを委員会が審議する各種要件をあらかじめ調査、研究する今日でいうコンサルタント職務を担った。さらには本来補助機関たるべき事務局が実質、地方委員会の中核機関となっていたほか、事務局には人事を介して内務省都市計画課の影響力が浸透していた。
事務局の職制は、その責任者である幹事は内務大臣によって任命され、地方委員会会長の指揮のもとで委員会の庶務処理を担任した。都市計画東京地方委員会の大正九年三月の例では、幹事に内務事務官の他東京府理事官、東京市助役らほか4名があたり、国、府、市から各1名が地方委員会「事務局」の責任者となる形態をとった。名古屋の例では、大正11年当時、会には三名の幹事が配置されたが、その中心は内務官僚の黒谷了太郎であった。彼を軸に、事務局職員が名古屋都市計画区域の設定、あるいは名古屋鉄道の路線延長など基礎計画の策定作業を行った。
地方委員会の席上、案件の趣旨説明をおこなうのは幹事の重要な職務であり、通常はその説明を巡って委員会の審議が展開された。幹事は単なる委員会の事務を処理する補助要員ではなく、むしろその活動の中枢部を管掌する重責を担っていた。
幹事を除くほかの職員、技師、書記、技手などの職制は内務省の定員によって地方委員会に派遣される形をとっていた。地方委員会の職員は職制上は委員会に身を置くが、身分上は内務省の官吏となっていた。ことに技師の場合、内務省都市計画課の若手官僚のほとんどはいったん地方委員会に配属され、そこで実務経験をつんでいる。戦後東京の復興計画を立案した中心的人物である石川栄耀などの例でいえば、石川は大学卒業後しばらくして内務省に入るが、最初の赴任地は名古屋地方委員会で大正九年、技師として奉職し、前出の黒谷幹事のもとで都市計画の調査と研究に従事し、その中から、後に土地区画整理事業方式による名古屋都市建設など、重要な施策を編み出している。都市計画地方委員会に付属する事務局は、内務省都市計画課の力が行き届いた都市計画の専門家養成機関でもあった。そして、それら内務省に属する若手研究者の調査・研究にこそ地方委員会の活動の基礎があった。したがって、都市計画地方委員会に付置された事務局本来の機能は、その庶務を整理する機関以上のものであったし、内務省都市計画課のリーダーシップを確定し、戦前の都市計画行政の中でその基軸部を形成した枢要機関であった。戦前、都市計画地方委員会は大学その他で教育を受けた人材が都市計画部門に入る受け皿の役目をはたし、それらが充分力量を発揮できる研究、調査の場を提供した。しかも重要なことに、かくして育てあげられた都市計画の専門家は、内務省の監督に服し、内務省の指揮のもとで計画作りに励んた。そのため、かれらは既成の行政系列の枠外に立つことができ、旧習に煩わされることなく総合的な都市計画の策定を推進できたわけである。都市計画にかぎっては、日本の地方行政の特性である割拠主義に関して、都市計画地方委員会を設けてその事務局を内務省大臣官房都市計画諜が遠隔操作するという方法を講じることによって、緩和の方向に向かうに至っていたのである。
なお、都市計画中央委員会も組織されたが、こちらは昭和16年に廃止されている。